# Styloleptus cubanus
Styloleptus cubanus là một loài bọ cánh cứng trong họ Cerambycidae.